# Edgar B. Pusch
Edgar Bruno Pusch (* 9. Oktober 1946 in Düsseldorf; † 7. Januar 2023) war ein deutscher Ägyptologe.

## Leben
Nach dem Abitur am Humboldt-Gymnasium in Düsseldorf studierte Pusch Ägyptologie und wurde 1975 an der Universität Bonn bei Elmar Edel mit einer Dissertation zum Senet-Brettspiel im Alten Ägypten promoviert.
1978 wurde er Mitarbeiter des Roemer- und Pelizaeus-Museum Hildesheim und als Ausgräber in  Ägypten tätig. Ihm gelang es mit Manfred Bietak, Pi-Ramesse bei den ab 1980 im ägyptischen Qantir stattfindenden Grabungen nachzuweisen. Mit diesen Grabungen wurde der Einsatz von Geomagnetik in der Archäologie belebt.

## Publikationen (Auswahl)
- Das Senet-Brettspiel im alten Ägypten. Deutscher Kunstverlag, München / Berlin 1979, ISBN 3-422-00831-4 (Dissertation).
- Der kleine Gilgamesch. von Zabern, Mainz 1978, ISBN 3-8053-0372-6.
- Schen-Nufe und Hotepi. Ein archäologisches Kinderbuch. von Zabern, Mainz 1979, ISBN 3-8053-0408-0.
- mit Helmut Becker: Fenster in die Vergangenheit: Einblicke in die Struktur der Ramses-Stadt durch magnetische Prospektion und Grabung. Gebrüder Gerstenberg, Hildesheim 2017, ISBN 978-3-8067-8810-5.
- mit Thilo Rehren: Hochtemperatur-Technologie in der Ramses-Stadt. Rubinglas für den Pharao. Gebrüder Gerstenberg, Hildesheim 2007, ISBN 978-3-8067-8706-1.